# Automeris naranja

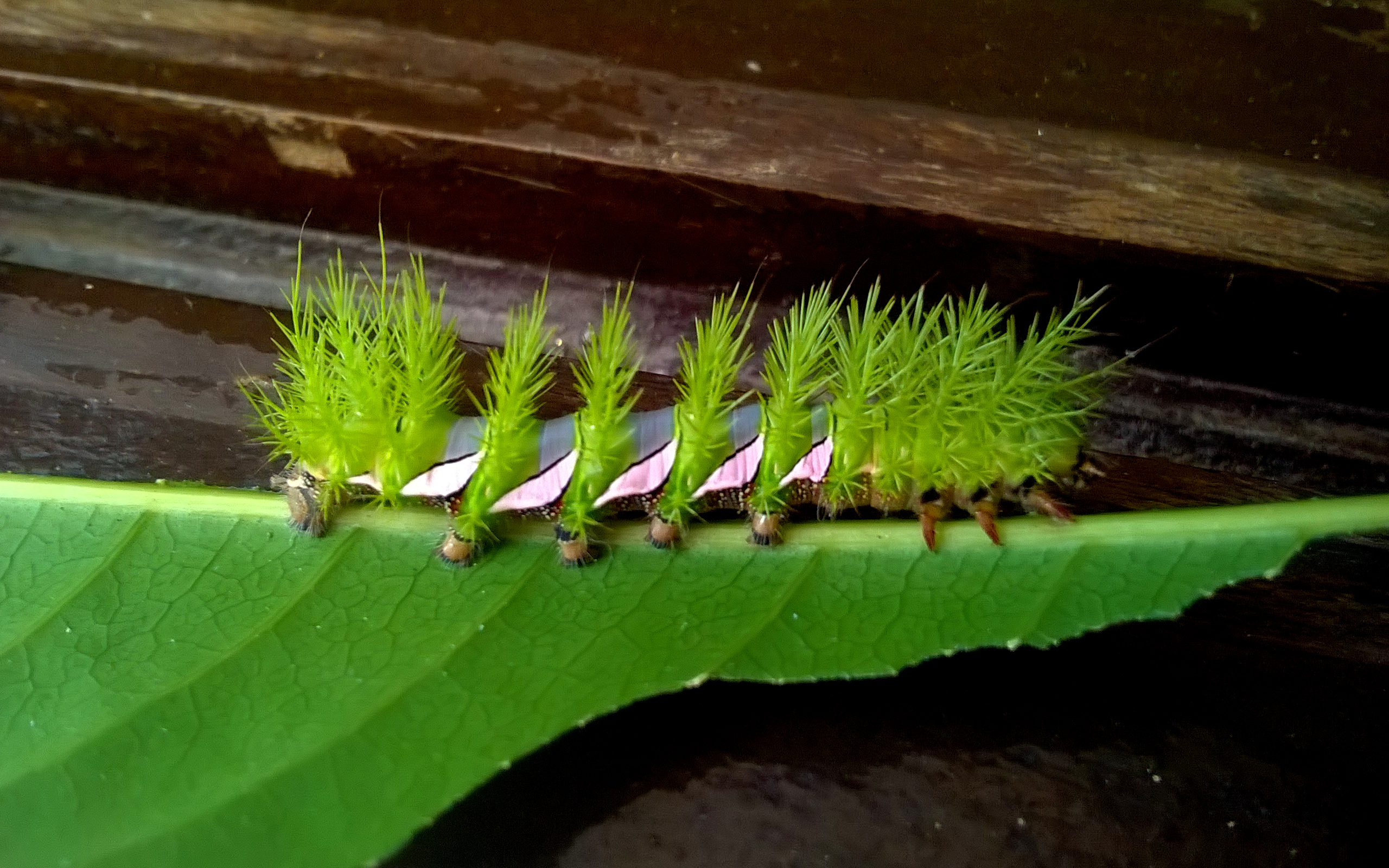
Automeris naranja Oruga

Automeris naranja es una especie de polilla de la familia Saturniidae. Se encuentra en Bolivia, Brasil, Paraguay, Uruguay y Argentina. Esta especie es fácil de mantener en cautividad.
Las larvas se alimentan de Morus alba, Morus nigra y Fraxinus americana.